# アントニーン・ノヴォトニー
アントニーン・ヨゼフ・ノヴォトニー（チェコ語: Antonín Josef Novotný [ˈantoɲiːn ˈnovotniː], 1904年12月10日 - 1975年1月28日）は、チェコスロバキアの政治家、機械工。チェコスロバキア共産党第一書記（1953年～1968年）、チェコスロバキア大統領（1957年～1968年）を歴任した。

## 来歴・人物
1921年、チェコスロバキア共産党に入党。第二次大戦中の1941年から1943年まで強制収容所で過ごす。戦後、プラハを拠点に活動し、頭角を現し、1951年に中央委員会幹部会員になる。1953年、クレメント・ゴットワルトの死後、党第一書記に就任。1957年には大統領職も兼ね、1956年のスターリン批判に起因する体制の動揺を最小限に食い止め、社会主義体制の建設を推進。1960年には国号を従来の「チェコスロバキア共和国（Československá republika）」から正式に「チェコスロバキア社会主義共和国（Československá socialistická republika）」に改称した。
しかし、1960年代に入り、経済成長が鈍化し、5カ年計画の見直しを迫られる。またスロバキア蔑視の態度から、スロバキア共産党指導部と対立するようになる。共産党体制への批判や改革要求は、次第に党第一書記と大統領を兼任しているノヴォトニー個人に集中していき、最終的に、1968年1月の中央委員会総会で、第一書記の職をスロバキア出身のアレクサンデル・ドゥプチェクに明け渡した。3月には大統領を辞任。8月の軍事介入後も政界に復帰することはなかった。
「正常化」後の1971年に名誉回復を果たした。1975年1月28日死去（70歳）。